# Palais Placidia

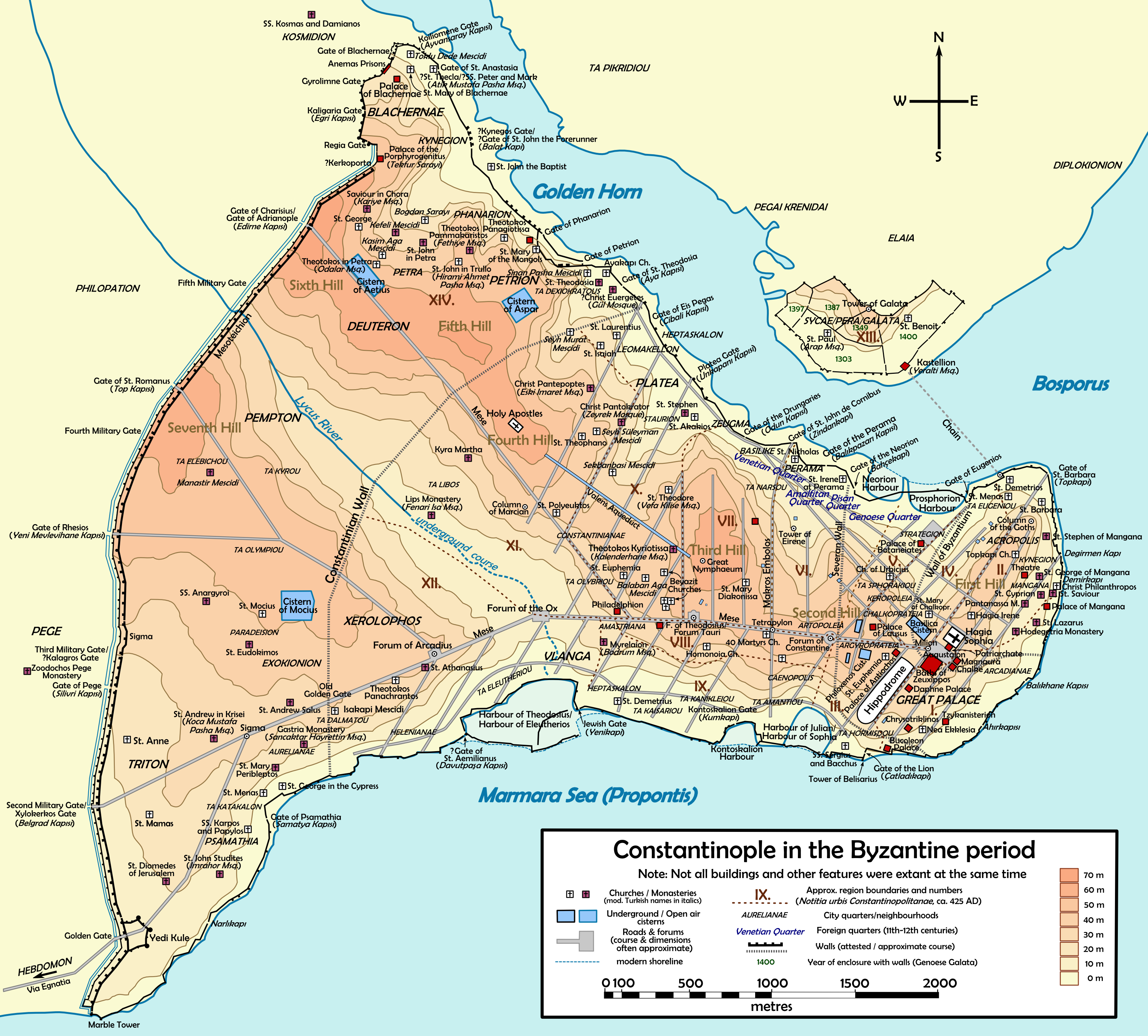
Constantinople à l’époque byzantine. Le palais Placidia était situé dans le Xe district (centre nord) entre la porte Plataea et le monastère du Christ Pantocrator.

Le palais Placidia était la résidence officielle de l’apocrisiarius  papal auprès du patriarche de Constantinople. Il servait également de résidence au pape lorsque celui-ci faisait un séjour à Constantinople ,. L’apocrisiaire exerçait également une grande influence sur la conduite des communications officielles et non officielles entre le pape et l’empereur .
Le palais Placidia était devenu résidence officielle de l’apocrisiaire  après l’avènement de Justin Ier qui mit fin au schisme acacien et rétablit les relations avec Rome pendant le pontificat du pape Hormisdas (519). L’apocrisiaire était généralement un diacre de Rome et détenait un statut officiel à la cour impériale de Byzance.

## Les premières années

Gala Placidia, dite la Jeune. Elle s’installa à Constantinople après sa captivité à Carthage.

Le palais fut bâti pour Galla Placidia, dite la Jeune, (née avant 411, morte après 480), fille de l'empereur Valentinien III et de Licinia Eudoxia (fille de l'empereur Théodose II). Dans son enfance, elle avait d’abord été fiancée à Flavius Anicius Olybrius, fils d’une riche famille sénatoriale.  Après le sac de Rome en 455, le roi vandale Genséric retourna à Carthage avec un énorme butin et de nombreux otages dont Licinia Eudoxia et ses filles, Eudocia et Galla Placidia. Olybrius, qui  s'était  enfui à Constantinople lors du sac, chercha pendant sept ans à faire libérer sa promise fiancée entretemps à d’autres prétendants; ce faisant, il devint l'intermédiaire des revendications de Genséric auprès des empereurs byzantins. Genséric, qui appréciait les qualités d’Olybrius, finira par relâcher Galla Placidia et sa mère en 462, lesquelles purent retourner à Constantinople. Galla Placidia épousa enfin Olybrius et le couple s’installa dans un palais, le Ta Olybriou, situé sur la principale avenue de Constantinople, la Mésè, au sud-est du quartier des Constantianae,.
Le palais fut l’une des nombreuses résidences aristocratiques (okoi) bâties dans la partie nord-ouest de Constantinople, à l’intérieur du mur de Constantin, vers la fin du IVe siècle et le début du Ve siècle. Le dixième district abritait également des palais bâtis par l’impératrice Aelia Eudocia (vers 401 - 460), la nobilissima Arcadia (sœur de Théodose II ; 3 avril 400 – 444), ainsi que les Bains de Constance et le Nymphaeum. Dans  le onzième district voisin on trouvait la résidence de l’impératrice Pulchérie (398 ou 399–453) et celle de Flaccilla (356–386). Ces demeures étaient surtout utilisées comme résidences d’été pour les familles aristocratiques habitant habituellement le quartier  aristocratique construit à l’est de la cité autour du Grand Palais de Constantinople.

## Résidence des apocrisiaires du pape

### Sous Vigile

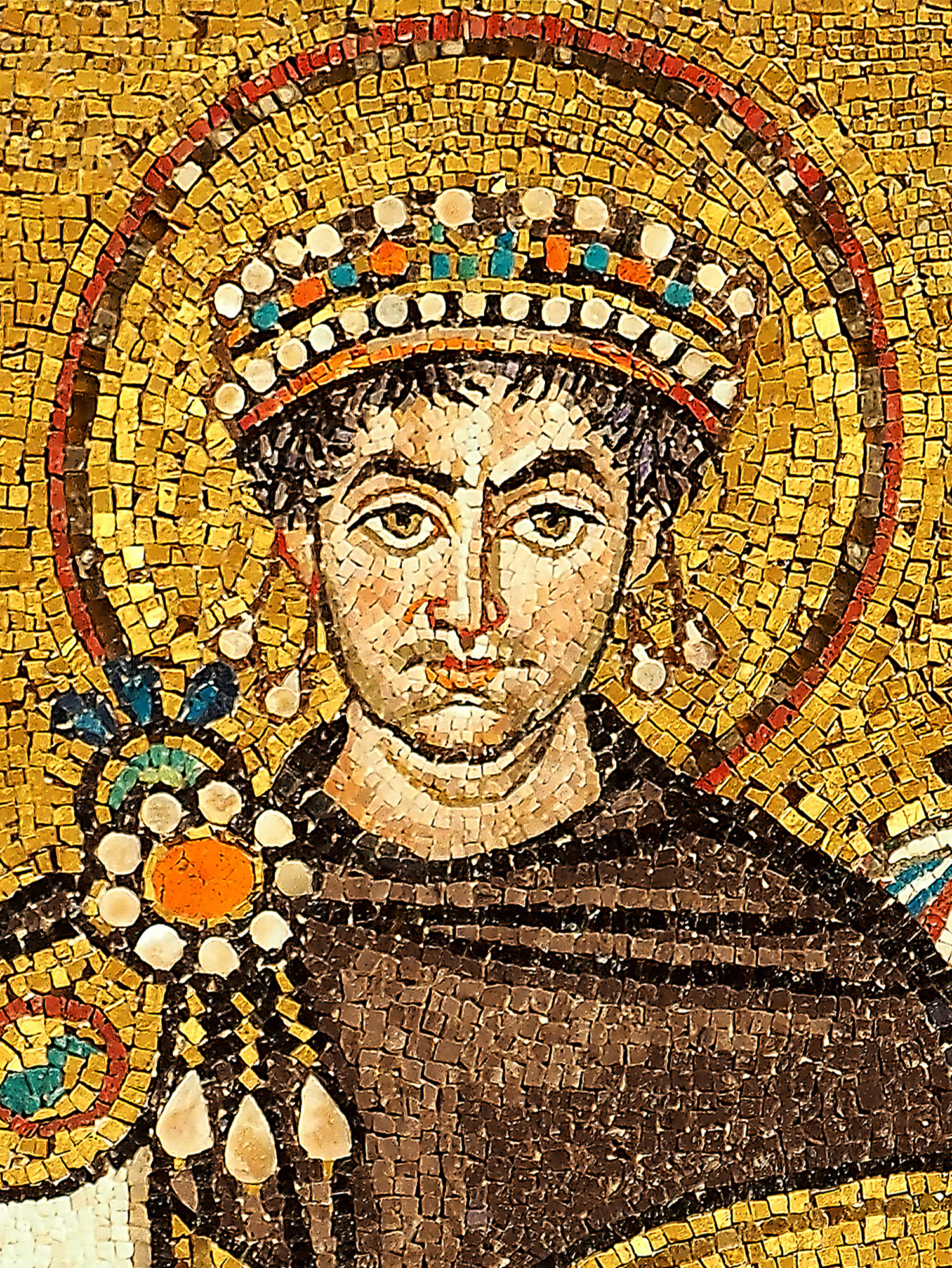
L’empereur Justinien Ier qui n’hésita pas à faire enlever le pape Vigile et à le séquestrer à Constantinople jusqu’à ce que ce dernier condamne « Les Trois Chapitres ».

Le premier pape à résider au palais fut Vigile Ier (r. 537 – 555) lorsque, après avoir été enlevé de Rome sous ordre de Justinien Ier qui voulait le voir condamner les « Trois chapitres », il fut amené à Constantinople où il dut résider jusqu’en 555. Toutefois, ne se sentant pas en sécurité au palais Placidia, le pape décida en 550 de déménager à la basilique Saint-Pierre-et-Saint-Paul près du même palais. Il y prononça  une excommunication contre le patriarche Ménas et ses partisans; le prêteur Comitas Dupondiaristes, fut alors envoyé à la basilique pour arrêter le pape et les évêques africains qui l’entouraient. Vigile s’opposa à son arrestation s’accrochant de toutes ses forces au maitre autel. Le prêteur dut se retirer, mais plusieurs évêques furent blessés. Le lendemain, l’empereur envoya un groupe de hauts dignitaires dirigés par Bélisaire convaincre le pape qu’aucun mal ne lui serait fait s’il retournait au palais.  Rassuré sur les intentions de l’empereur il retourna au palais Paladia, mais y fut à toute fin pratique mis en résidence surveillée. Sentant que sa position était compromise auprès du clergé d’Occident, il décida le 23 décembre 551 de se distancer de l’empereur en cherchant refuge cette fois-ci à l’église de Sainte-Euphémie où, cent ans auparavant, s’étaient tenues les sessions du concile de Chalcédoine. Le 26 juin de l’année suivante, pape et empereur se réconcilièrent et Vigile retourna au palais Placidia.
Deux ans plus tard, en  553, Justinien convoqua le Ve Concile œcuménique à Sainte-Sophie. Justinien évita de se présenter en personne mais, lors de la première session, il fit lire aux évêques présents une lettre où il leur rappelait qu’ils avaient déjà condamné les Trois Chapitres. Le pape s’abstint également d’assister aux débats, la grande majorité des évêques présents venant d’Orient et étant favorables à l’empereur. L’issue des discussions ne faisait aucun doute et, réalisant que Justinien avait gagné la partie, le pape signa le 14 mai un document, le Constitutum, qui condamnait certains passages des écrits de Théodore de Mopsueste sans condamner directement l’ensemble des Trois Chapitres,. Insatisfait, Justinien envoya aux évêques les originaux de la déclaration secrète signée quelques mois auparavant par le pape, auquel il attacha un décret déclarant que, par sa conduite, le pape s’était lui-même placé hors de l’Église. Le 26 mai, le concile endossait la position de l’empereur et condamnait le pape. Vaincu et humilié, Vigile capitula et en décembre, dans une lettre au patriarche Eutychius, il confirmait l’anathème sur les Trois Chapitres. En février 555, il publia un deuxième Constitutum condamnant cette fois l’ensemble des Trois Chapitres. N’étant plus d’utilité pour l’empereur, il reçut la permission de regagner Rome. Gravement malade, il demeura  encore une année à Constantinople avant d’entreprendre le voyage. À bout de force, il mourut alors qu’il était encore à Syracuse , , ,.

### Sous GrégoireIer

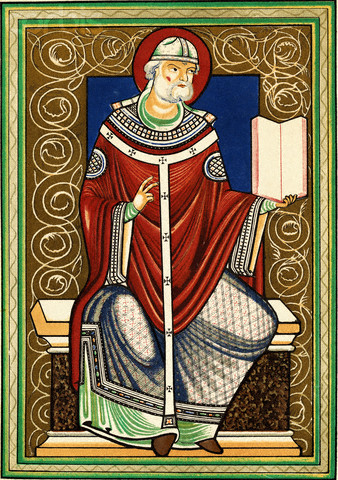
Grégoire devenu pape dans une illustration moderne

Né à Rome vers 540, au moment de la reconquête de l'Italie par Justinien, le futur pape Grégoire fut d’abord haut-fonctionnaire devenant  en 572 préfet de la Ville. Deux ou trois ans plus tard, il décida de se faire moine, et, à la mort de son père, de transformer le domaine familial en monastère dédié à saint André.
Ordonné diacre par le pape Pélage II, il fut envoyé  à Constantinople en 578/579 comme apocrisiaire chargé de demander à l’empereur une aide militaire contre les Lombards.  Il s'y rendit accompagné de quelques frères de son monastère, faisant du palais un « second Saint-André ». Sa mission ne fut toutefois guère fructueuse, lui-même ne se préoccupant ni d’apprendre le grec, ni de se familiariser avec la théologie orientale; l’empereur pour sa part avait trop à faire avec les Perses à l’est et les Avars et Slaves au nord pour détourner des troupes vers l’Italie. Aussi l’apocrisiaire consacra une bonne partie de son temps à des questions théologiques au terme desquelles il eut maille à partir avec le patriarche Eutychius  qui venait de publier un traité sur la résurrection des corps. Les rapports entre les deux ecclésiastiques s’envenimèrent à tel point que l’empereur Tibère II Constantin (r. 578 – 582) dut intervenir.  Il prit position en faveur de Grégoire qui défendait le point de vue nicéen traditionnel et ordonna que le livre du patriarche soit brulé. Il en résulta une révolte dans la ville au cours de laquelle tant le palais Placidia que le palais du patriarche furent incendiés. Grégoire devait retourner à Rome en 585 gardant un gout amer de ses années en Orient qui ne seront pas sans influencer ses positions lorsqu’il deviendra pape.

### Sous MartinIer

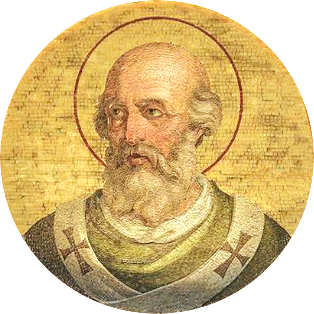
Le pape Martin Ier d’après une image de la basilique Saint-Paul-hors-les-Murs.

Le premier concile du Latran en 649 fut convoqué par le pape Martin Ier (pape 649-655 ou 656) d’origine gréco-palestinienne, lequel poussé par Maxime le Confesseur un moine d’origine byzantine, se tint à Rome dans la basilique du Latran. Or il était de tradition que les conciles œcuméniques fussent convoqués par l’empereur et se tiennent en Orient.  Le choix du lieu était dicté par le but du concile qui était de condamner la doctrine monothélite adoptée par de nombreux chrétiens d’Orient, ce que se refusaient à faire tant l’empereur Constant II (r. 641 – 668) pour ne pas s’aliéner une partie de l’empire que le patriarche Pyrrhus de Constantinople (638 -641 et quelques jours en 654) et son successeur Paul II (641-653), fervents partisans de cette doctrine.
Paul II tout comme Pyrrhus défendit fermement le monothélisme. Cette position l’avait conduit à un conflit ouvert avec le prédécesseur de Martin Ier,  Théodore Ier (pape 642-649), qui l'excommunia pour hérésie (647), ce à quoi Paul II répondit en faisant fermer la chapelle du palais Placidia et en expulsant le légat qui y résidait. Parmi les critiques adressées par le concile au patriarche de Constantinople, on peut lire : « Il a fait ce qu’aucun hérétique n’avait fait avant lui, plus précisément il a détruit l’autel de notre Saint Siège dans le palais Placidia ».  Le pape rétorqua en lançant contre le patriarche un anathème dans lequel il est fait allusion « au règne de terreur » auquel fut soumise l’église catholique romaine : son clergé avait été expulsé, ses trésors pillés et l’apocrisiaire lui-même enlevé et exilé.
Pendant ce temps, Théodore Ier étant mort, son successeur, le pape Martin Ier fut  intronisé sans avoir sollicité la confirmation de son élection par l'empereur ou son représentant en Italie, l'exarque de Ravenne. Ayant lui-même été apocrisiaire à Constantinople dans les premières années du pontificat du pape Théodore Ier (642 – 649) il était décidé à mettre en application les décrets du concile de Latran en dépit du Typos de 648, édit par lequel l’empereur interdisait toute discussion sur le sujet du monothélisme . Le pape fut alors arrêté en 653 et conduit à Constantinople pour y être jugé pour trahison. Traité sans ménagement, il n’aura la vie sauve que grâce à l’intervention du patriarche Pyrrhus, revenu sur le trône patriarcal mais dont les jours étaient comptés : le patriarche obtint de Constant II, la grâce du pape Martin, dont la peine fut commuée en exil perpétuel en Chersonèse Taurique (actuelle Crimée) ,.

### Sixième concile oecuménique

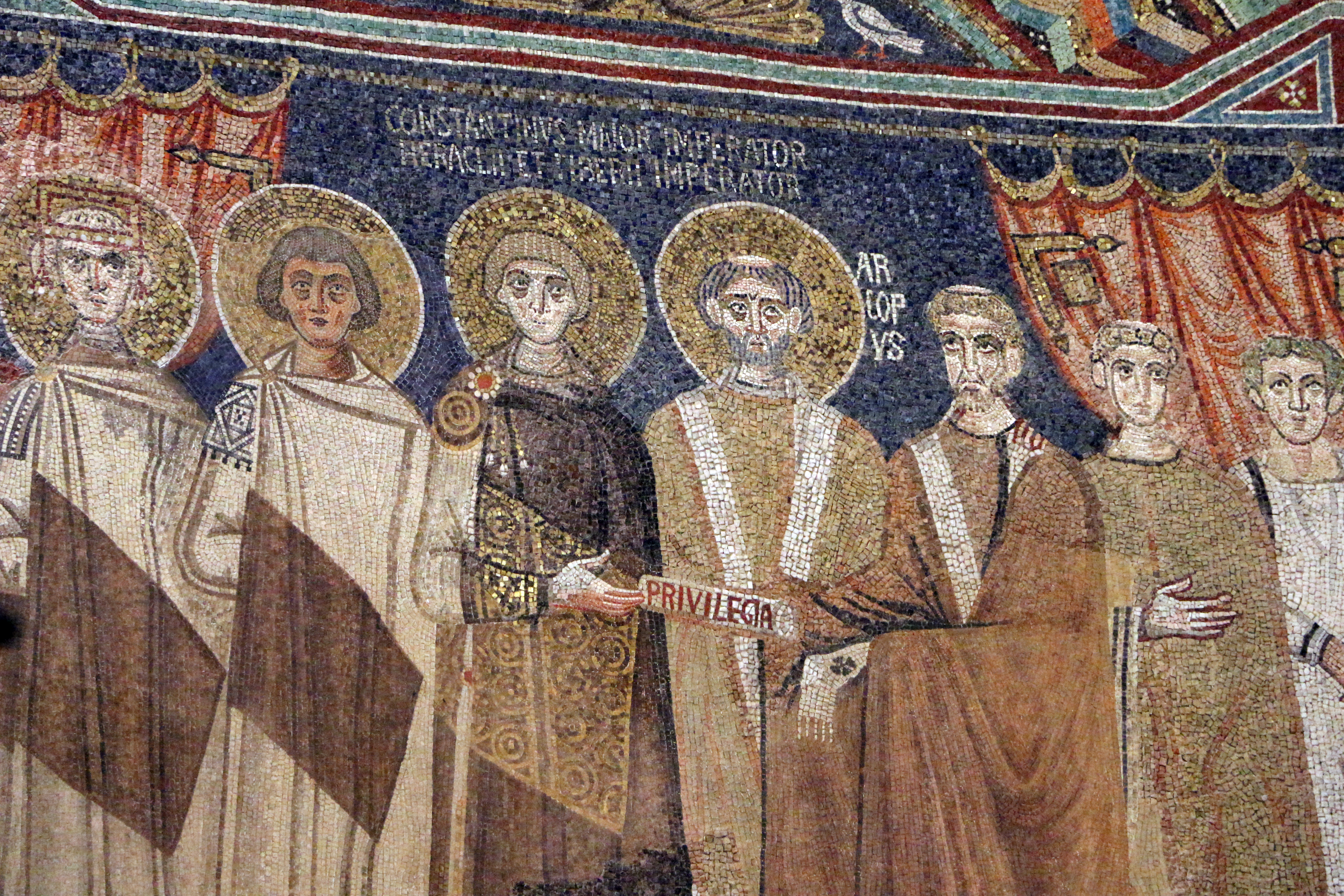
L’empereur Constantin IV, ses frères coempereurs et des dignitaires de la cour.

Désireux de mettre fin au conflit que perpétuait le monothélisme dans l’empire alors qu’il n’était plus possible de reprendre les provinces où il était le plus largement répandu, Constantin IV (coempereur 654, empereur 668 – 685) écrivit au pape Donus (676 – 678) pour suggérer une conférence sur le sujet . Le pape étant mort lorsque la lettre arriva, son successeur, Agathon (678 – 681) se hâta d’accepter, ordonnant que des conciles se tinssent dans tout l’Occident pour que les légats puissent présenter la tradition de l’Église occidentale. Il envoya alors une imposante délégation à Constantinople pour rencontrer les Orientaux. Cette délégation fut logée au palais Placidia et fut pourvue de toutes les commodités pour faciliter leur séjour.
Ce concile,  troisième concile de Constantinople, compté comme sixième concile œcuménique, se tint du 7 novembre 680 au 16 septembre 681 au palais impérial. Les deux parties expliquèrent leur position avec force comme en témoigne la durée du concile. Finalement, le patriarche Georges de Constantinople accepta la lettre d'Agathon dans laquelle le pape exposait la doctrine romaine, comme le firent la plupart des évêques présents, la chose étant facilitée par le fait que les populations monothélites se trouvaient maintenant sous le contrôle du califat omeyade, .
Le concile ne fit donc pas disparaître le monothélisme du Proche-Orient, mais il permit de rétablir les relations entre Constantinople et Rome.

### Sous le pape  Constantin

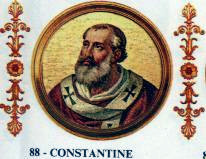
Le pape Constantin d’après une image de la basilique Saint-Paul-hors-les-Murs.

Le dernier pape à résider au palais Placidia fut le pape Constantin (pape 708 – 715), syrien d’origine et parfaitement à l’aise en grec et connaissant les rites et pratiques de l’Est . En 710, le pape reçut l’ordre par Justinien II (685 à 695, puis de 705 à 711) de se présenter à Constantinople pour régler les problèmes issus du concile quinisexte ou In Trullo de 692  dont les 102 canons avantageant nettement les Grecs avaient été refusés par le pape Serge Ier (pape 687 – 701). Leur voyage dura plusieurs mois, mais partout où le pape et sa délégation passèrent, ils furent accueillis de manière très honorable. Enfin arrivés à Constantinople, c’est Tibère, le futur empereur et fils de Justinien II,  qui l’accueillit avec tous les honneurs, accompagné de tout le Sénat, du Patriarche Cyrus, ainsi que du clergé et tout le peuple de Constantinople; après cette arrivée  triomphale pape et délégation furent logés au palais Placidia,.
La rencontre entre Justinien II et le pape eut lieu à Nicée en Nicomédie où séjournait alors l’empereur. Le pape fut accueilli avec les plus grands honneurs, dignes d’un empereur; d’ailleurs l’empereur lui-même se prosterna devant lui. Le dimanche une messe fut célébrée, au cours de laquelle l’empereur Justinien II reçut directement du pape la communion, après quoi il renouvela les privilèges dont jouissait l’Église romaine.

### Par la suite
Le palais servit de résidence à l’apocrisiaire papal jusqu’à la période de l’iconoclasme byzantin en 726. Par la suite, les papes Grégoire II, Grégoire III, Zacharias et Étienne II envoyèrent des émissaires  à Constantinople, mais ceux-ci ne furent plus des apocrisiaires mais des synkelloi dont les fonctions étaient dorénavant de servir d’ambassadeurs auprès de l’empereur et non plus du patriarche. On sait que le poste fut occupé jusqu’au Xe siècle.
On ignore ce qui arriva au palais lui-même. Toutefois l’érudit français de la Renaissance, Pierre Gilles, qui voyagea à Constantinople en 1546 pour le roi de France, y fait allusion dans ses rapports.